# Limfatični sistem
Limfatični sistem je organski sistem pri vretenčarjih, in sicer del krvnega obtoka in imunskega sistema. Sestavlja ga velika mreža limfe, mezgovnic (limfnih žil), bezgavk, limfatičnih organov in limfatičnih tkiv. Žile prenašajo bistro tekočino, imenovano limfa ali mezga (latinska beseda lympha se nanaša na božanstvo sladke vode, Lympho), proti srcu.
Za razliko od srčno-žilnega sistema limfatični sistem ni zaprti sistem. Človeški krvni obtok s kapilarno filtracijo, pri kateri se iz krvi odstranjuje plazma, predela povprečno 20 litrov krvi na dan. Približno 17 litrov filtrirane plazme se absorbira neposredno v krvne žile, preostali trije litri pa ostanejo v intersticijski tekočini. Ena glavnih funkcij limfatičnega sistema je zagotoviti pot za povratek presežnih treh litrov v kri.
Druga glavna naloga je imunska obramba. Limfa je zelo podobna krvni plazmi, saj vsebuje odpadne snovi in celične ostanke, skupaj z bakterijami in beljakovinami. Celice limfe so večinoma limfociti. Povezani limfatični organi so sestavljeni iz limfatičnega tkiva in so mesta za nastajanje ali aktivacijo limfocitov. Sem spadajo bezgavke (kjer je koncentracija limfocitov največja), vranica, priželj (timus) in tonzile. Limfociti najprej nastanejo v kostnem mozgu. Limfatični organi vsebujejo tudi druge vrste celic, kot so podporne stromalne celice. Limfno tkivo je povezano tudi s sluznicami, tj. limforetikularno tkivo v sluznici (MALT).
Tekočina iz krvi v obtoku s kapilarnim delovanjem pronica v telesna tkiva in prenaša hranila do celic. Tekočina obliva tkiva kot intersticijska tekočina, zbira odpadne snovi, bakterije in poškodovane celice, nato pa kot limfa odteče v limfne kapilare in limfne žile. Te žile prenašajo limfo po telesu skozi številne bezgavke, ki filtrirajo neželene snovi, kot so bakterije in poškodovane celice. Nato limfa preide v veliko večje limfne žile, imenovane limfni vodi. Desni limfni vod drenira desno stran telesa, veliko večji levi limfni vod, imenovan tudi torakalni vod, pa levo stran telesa. Voda se praznita v subklavijski veni in s tem v krvni obtok. Limfo skozi sistem premika mišično krčenje. Pri nekaterih vretenčarjih črpa limfo v žile limfno srce.
Limfatični sistem sta prvič neodvisno opisala Olaus Rudbeck in Thomas Bartholin v 17. stoletju.